# Ile Kére Kére

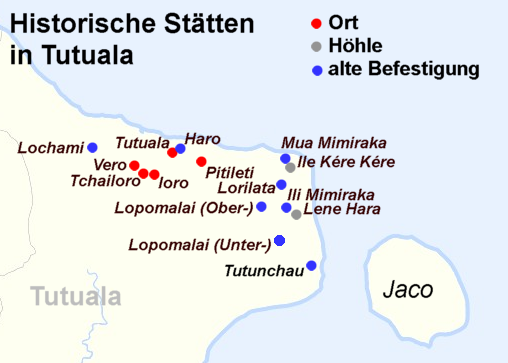
Historische Stätten um Tutuala

Ile Kére Kére (Ili-kere-kere; Fataluku für „beschriebenen Berge“) ist ein Kalksteinüberhang auf etwa 300 m Höhe, in einer Steilwand, nahe Tutuala, an der Ostspitze Osttimors.

## Archäologische Funde
In Ile Kére Kére finden sich Höhlenmalereien, deren genaues Alter nie bestimmt wurde. Schätzungen gehen von einem Alter von 2.000 bis 6.000 Jahren aus. Sie zeigen Jagdszenen, animistische Symbole, wie Schildkröten und andere Tiere, Boote und Handabdrücke. Die Form der Boote deutet auf eine austronesische Herkunft hin, was der Papua-Herkunft der meisten Sprachen im Distrikt widerspräche, doch deuten neuere linguistische Untersuchungen darauf hin, dass Austronesier vor den Papua die Region besiedelten. Es ist unklar, ob die Zeichnungen die Boote der Künstler oder vorbeifahrende Boote darstellen. Es gibt auch Bilder von Pferden, die, genauso wie die anderen Nutztiere auf Timor, durch frühe Einwanderer eingeführt wurden.
Untersucht wurden Ile Kére Kére und die südlich gelegene Höhle Lene Hara in den 1990er Jahren von Sue O’Connor von der Australian National University. Sie konnte Besiedlungen bis 30 bis 35.000 Jahren zurück nachweisen.
Der Linguist Aone van Engelenhoven berichtet, dass die ansässigen Fataluku nichts zur Herkunft der Bildnisse sagen können. „Sie waren schon immer da.“ Bei den Makuva, die möglicherweise zuvor die Region besiedelten, ist das Sprechen über die Höhlenmalereien mit einem Tabu belegt. Van Engelenhoven schloss daraus, dass möglicherweise die Sprecher des Rusenu, deren inzwischen ausgestorbenen Sprache er 2007 entdeckte, die Schöpfer der Bilder seien.
Viele der Symbole und Bilder, die sich an 25 Orten in der Umgebung an Wänden finden, werden von den Fataluku auf heiligen Kleidern, die als Brautgeschenk dienen, als Schnitzereien in Clanhäusern und sogar auf christlichen Gräbern verwendet. Ile Kére Kére gilt in ihrer Mythologie als das erste Land, wo die Ahnen des Tutuala Clans (ratu) ihren ersten Wohnsitz hatten. Es gilt als das erste Dorf (lata). Teil von Ile Kére Kére sind auch zwei heilige Orte (téi), an denen Schutzgeistern leben. Markiert werden die Orte durch Holzschnitzereien. Brauchen Mitglieder des Ratu Hilfe oder sind sie krank, führt der „Herr des Landes“ (mua ocawa) hier Zeremonien durch.
Auf dem nordöstlich gelegenen Kisar gibt es Wandmalereien, die zum Teil auffällige Ähnlichkeiten zu Malereien an der Ostspitze Timor zeigen. Sie sind mehr als 2500 Jahre alt.

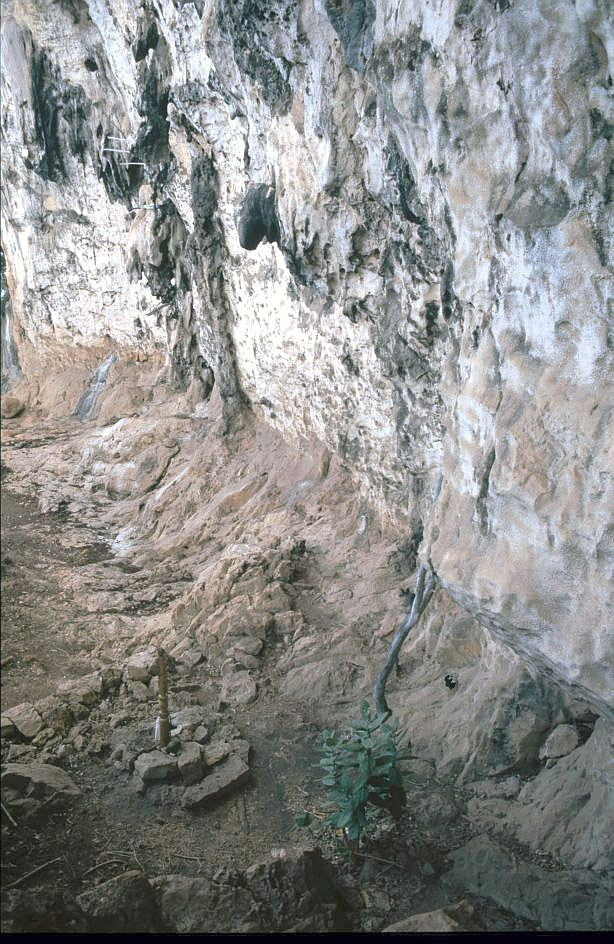
Die Kalkhöhle von Ile Kére Kére
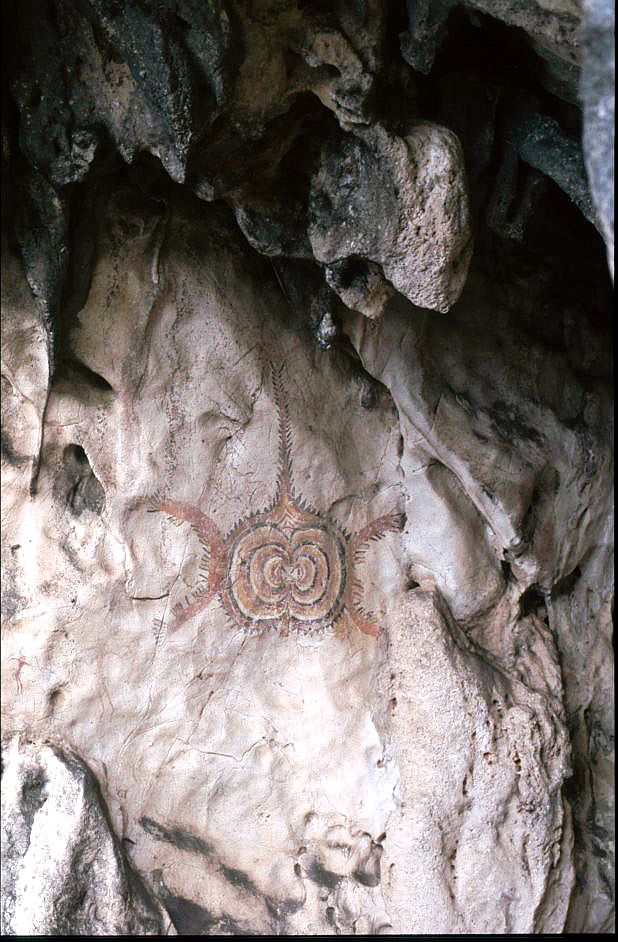
Animistische Zeichen in Ile Kére Kére
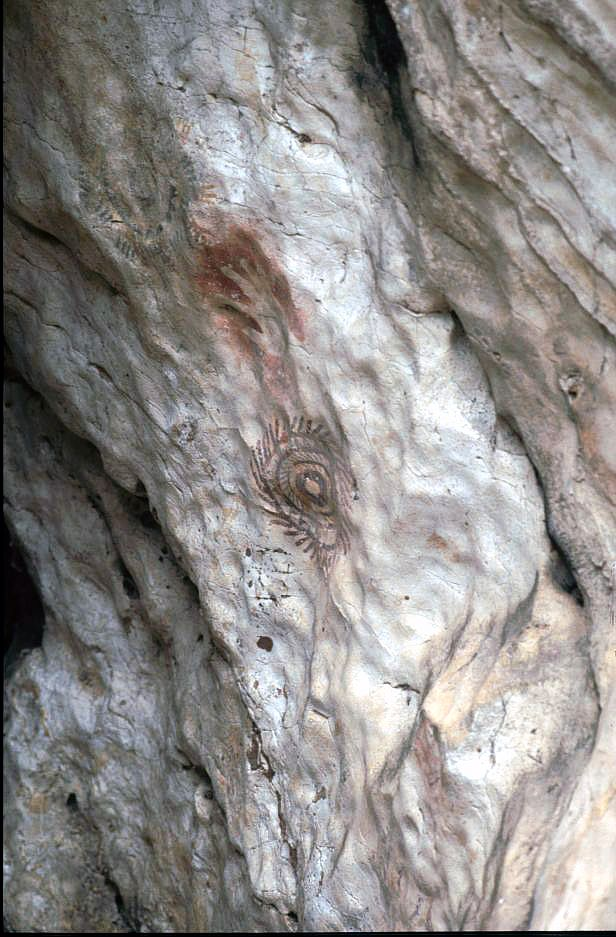
Symbole und Handabdruck in Ile Kére Kére
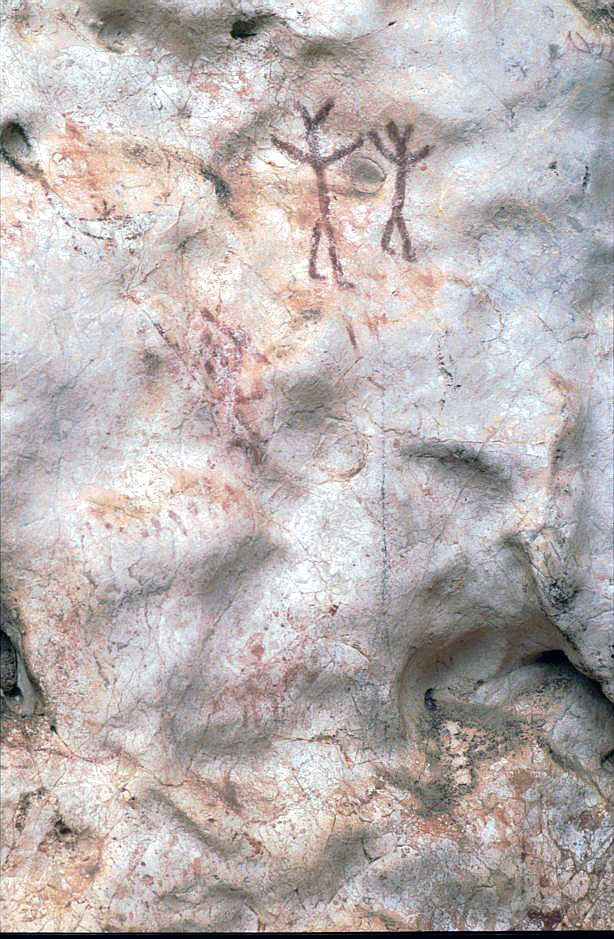
Malereien in Ile Kére Kére
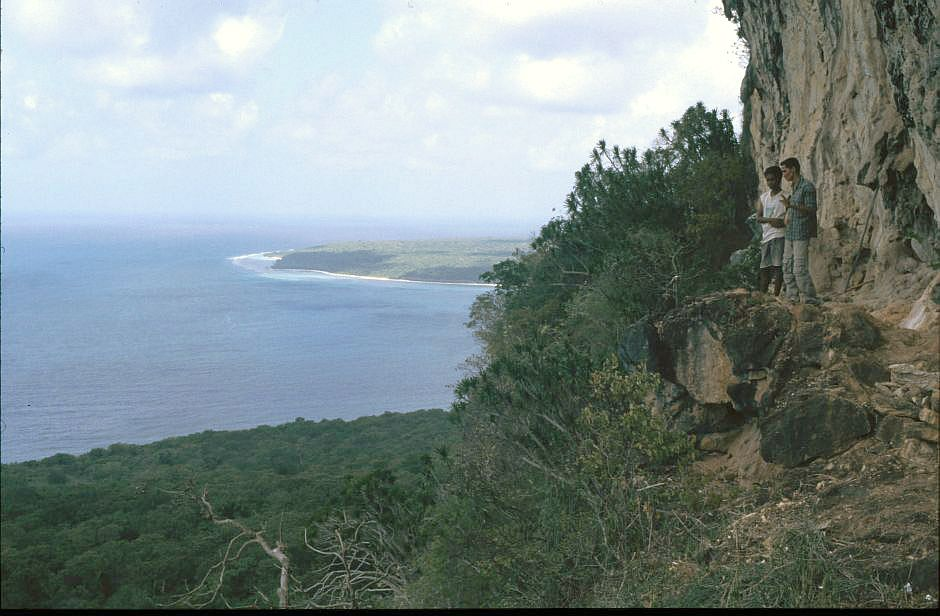
Blick von Ile Kére Kére auf die Insel Jaco